# Volta a Catalunya de 1946
La Volta a Catalunya de 1946 fou la vint-i-sisena edició de la Volta a Catalunya. La prova es disputà en 9 etapes entre el 8 i el 15 de setembre de 1946, amb un total de 1.397 km. El vencedor final fou Julián Berrendero, per davant de Gottfried Weilenmann, i Bernat Capó.
Dels ciclistes inscrits hi ha 11 estrangers patrocinats per firmes comercials locals. Van destacar els belgues i els suïssos. L'equip favorit era "Chicles Tavay" amb Julián Berrendero, Fermín Trueba i Delio Rodríguez com a figures destacades.
La cursa en un principi la dominen els ciclistes de la UE Sants, fins que Berrendero, a la 4a etapa va atacar pujant la Collada de Toses i va guanyar a Puigcerdà. Va aconseguir el liderat i una bona renda de temps amb la majoria dels favorits. Aquesta va anar ampliant-se al llarg dels dies, i va poder superar la vuitena etapa, considerada la reina, amb èxit.
Va ser la segona victòria del ciclista madrileny a la "Volta".

## Etapes
| Etapa | Data           | Recorregut            | km    | Guanyador               | Líder                   |
| ----- | -------------- | --------------------- | ----- | ----------------------- | ----------------------- |
| 1a    | 8 de setembre  | Montjuïc - Montjuïc   | 46,0  | Ignacio Orbaiceta (ESP) | Ignacio Orbaiceta (ESP) |
| 2a    | 8 de setembre  | Barcelona - Sabadell  | 96,0  | Miquel Gual (ESP)       | Miquel Gual (ESP)       |
| 3a    | 9 de setembre  | Sabadell - Figueres   | 162,0 | Huub Sijen (NED)        | Miquel Gual (ESP)       |
| 4a    | 10 de setembre | Figueres - Puigcerdà  | 141,0 | Julián Berrendero (ESP) | Julián Berrendero (ESP) |
| 5a    | 11 de setembre | Puigcerdà - Manresa   | 205,0 | Miquel Gual (ESP)       | Julián Berrendero (ESP) |
| 6a    | 12 de setembre | Manresa - Lleida      | 212,0 | Ignacio Orbaiceta (ESP) | Julián Berrendero (ESP) |
| 7a    | 13 de setembre | Lleida - Tortosa      | 203,0 | Pietro Tarchini (SUI)   | Julián Berrendero (ESP) |
| 8a    | 14 de setembre | Tortosa - Tarragona   | 242,0 | Bernardo Ruiz (ESP)     | Julián Berrendero (ESP) |
| 9a    | 15 de setembre | Tarragona - Barcelona | 148,0 | Pietro Tarchini (SUI)   | Julián Berrendero (ESP) |

### Etapa 1 Barcelona - Barcelona. 48,0 km
|   | Ciclista          | Equip      | Temps      |
| - | ----------------- | ---------- | ---------- |
| 1 | Ignacio Orbaiceta | UE Sants   | 1h 15' 32" |
| 2 | Pietro Tarchini   | DDT Geigy  | m. t.      |
| 3 | Bim Diederich     | Ovomaltina | m. t.      |

|   | Ciclista          | Equip      | Temps      |
| - | ----------------- | ---------- | ---------- |
| 1 | Ignacio Orbaiceta | UE Sants   | 1h 15' 32" |
| 2 | Pietro Tarchini   | DDT Geigy  | m. t.      |
| 3 | Bim Diederich     | Ovomaltina | m. t.      |

### Etapa 2. Barcelona - Sabadell. 96,0 km
|   | Ciclista             | Equip      | Temps      |
| - | -------------------- | ---------- | ---------- |
| 1 | Miquel Gual          | UE Sants   | 3h 01' 00" |
| 2 | Joaquim Olmos        | Penya Rhin | m. t.      |
| 3 | Gottfried Weilenmann | DDT Geigy  | + 02' 55"  |

|   | Ciclista             | Equip      | Temps      |
| - | -------------------- | ---------- | ---------- |
| 1 | Miquel Gual          | UE Sants   | 3h 01' 00" |
| 2 | Joaquim Olmos        | Penya Rhin | m. t.      |
| 3 | Gottfried Weilenmann | DDT Geigy  | + 02' 55"  |

### Etapa 3. Sabadell - Figueres. 162,0 km
|   | Ciclista             | Equip               | Temps      |
| - | -------------------- | ------------------- | ---------- |
| 1 | Huub Sijen           | Futbol de sobremesa | 5h 25' 55" |
| 2 | Miquel Gual          | UE Sants            | m. t.      |
| 3 | Gottfried Weilenmann | DDT Geigy           | m. t.      |

|   | Ciclista             | Equip      | Temps      |
| - | -------------------- | ---------- | ---------- |
| 1 | Miquel Gual          | UE Sants   | 9h 42' 24" |
| 2 | Joaquim Olmos        | Penya Rhin | m. t.      |
| 3 | Gottfried Weilenmann | DDT Geigy  | + 02' 55"  |

### Etapa 4. Figueres - Puigcerdà. 148,0 km
|   | Ciclista          | Equip         | Temps      |
| - | ----------------- | ------------- | ---------- |
| 1 | Julián Berrendero | Chicles Tabay | 5h 18' 22" |
| 2 | Lucien Vlaemynck  | Formy         | + 03' 34"  |
| 3 | Willy Kern        | DDT Geigy     | m. t.      |

|   | Ciclista             | Equip         | Temps       |
| - | -------------------- | ------------- | ----------- |
| 1 | Julián Berrendero    | Chicles Tabay | 15h 05' 46" |
| 2 | Joaquim Olmos        | Penya Rhin    | + 09"       |
| 3 | Gottfried Weilenmann | DDT Geigy     | + 01' 31"   |

### Etapa 5. Puigcerdà - Manresa. 205,0 km
|   | Ciclista       | Equip               | Temps      |
| - | -------------- | ------------------- | ---------- |
| 1 | Miquel Gual    | UE Sants            | 6h 30' 08" |
| 2 | Huub Sijen     | Futbol de sobremesa | m. t.      |
| 3 | Leo Weilenmann | DDT Geigy           | m. t.      |

|   | Ciclista             | Equip         | Temps       |
| - | -------------------- | ------------- | ----------- |
| 1 | Julián Berrendero    | Chicles Tabay | 21h 35' 54" |
| 2 | Joaquim Olmos        | Penya Rhin    | + 09"       |
| 3 | Gottfried Weilenmann | DDT Geigy     | + 01' 48"   |

### Etapa 6. Manresa - Lleida. 212,0 km
|   | Ciclista          | Equip         | Temps      |
| - | ----------------- | ------------- | ---------- |
| 1 | Ignacio Orbaiceta | UE Sants      | 5h 12' 20" |
| 2 | Miquel Gual       | UE Sants      | m. t.      |
| 3 | Julián Berrendero | Chicles Tabay | m. t.      |

|   | Ciclista             | Equip         | Temps       |
| - | -------------------- | ------------- | ----------- |
| 1 | Julián Berrendero    | Chicles Tabay | 26h 48' 14" |
| 2 | Gottfried Weilenmann | DDT Geigy     | + 01' 49"   |
| 3 | Joaquim Olmos        | Penya Rhin    | + 03' 20"   |

### Etapa 7. Lleida - Tortosa. 203,0 km
|   | Ciclista          | Equip               | Temps      |
| - | ----------------- | ------------------- | ---------- |
| 1 | Pietro Tarchini   | DDT Geigy           | 7h 01' 25" |
| 2 | Huub Sijen        | Futbol de sobremesa | m. t.      |
| 3 | Julián Berrendero | Chicles Tabay       | m. t.      |

|   | Ciclista             | Equip         | Temps       |
| - | -------------------- | ------------- | ----------- |
| 1 | Julián Berrendero    | Chicles Tabay | 33h 49' 39" |
| 2 | Gottfried Weilenmann | DDT Geigy     | + 01' 49"   |
| 3 | Lucien Vlaemynck     | Galindo       | + 03' 32"   |

### Etapa 8. Tortosa - Tarragona. 242,0 km
|   | Ciclista          | Equip         | Temps      |
| - | ----------------- | ------------- | ---------- |
| 1 | Bernardo Ruiz     | UE Sants      | 8h 17' 44" |
| 2 | Bernat Capó       | UE Sants      | + 01"      |
| 3 | Julián Berrendero | Chicles Tabay | + 03"      |

|   | Ciclista             | Equip         | Temps       |
| - | -------------------- | ------------- | ----------- |
| 1 | Julián Berrendero    | Chicles Tabay | 42h 07' 26" |
| 2 | Gottfried Weilenmann | DDT Geigy     | + 04' 22"   |
| 3 | Bernat Capó          | UE Sants      | + 07' 28"   |

### Etapa 9. Tarragona - Barcelona. 148,0 km
|   | Ciclista             | Equip               | Temps      |
| - | -------------------- | ------------------- | ---------- |
| 1 | Pietro Tarchini      | DDT Geigy           | 3h 00' 42" |
| 2 | Gottfried Weilenmann | DDT Geigy           | m. t.      |
| 3 | Huub Sijen           | Futbol de sobremesa | + 04' 58"  |

|   | Ciclista             | Equip         | Temps       |
| - | -------------------- | ------------- | ----------- |
| 1 | Julián Berrendero    | Chicles Tabay | 46h 43' 58" |
| 2 | Gottfried Weilenmann | DDT Geigy     | + 04' 18"   |
| 3 | Bernat Capó          | UE Sants      | + 07' 28"   |

## Classificació final
| Pos. | Ciclista                   | Club                | Temps       |
| ---- | -------------------------- | ------------------- | ----------- |
| 1    | Julián Berrendero (ESP)    | Chicles Tabay       | 46h 43' 58" |
| 2    | Gottfried Weilenmann (SUI) | DDT Geigy           | + 4' 18"    |
| 3    | Bernat Capó (ESP)          | UE Sants            | + 7' 28"    |
| 4    | Joaquim Olmos (ESP)        | Penya Rhin          | + 8' 56"    |
| 5    | Bernardo Ruiz (ESP)        | UE Sants            | + 9' 02"    |
| 6    | Lucien Vlaemynck (BEL)     | Formy               | + 11' 27"   |
| 7    | Willy Kern (SUI)           | DDT Geigy           | + 16' 04"   |
| 8    | Jang Goldschmit (LUX)      | Ovomaltina          | + 21' 13"   |
| 9    | Manuel Costa (ESP)         | Penya Rhin          | + 25' 10"   |
| 10   | Huub Sijen (NED)           | Futbol de sobremesa | + 34' 13"   |

## Classificació de la muntanya
| Pos. | Ciclista          | Equip         | Punts |
| ---- | ----------------- | ------------- | ----- |
| 1    | Julián Berrendero | Chicles Tabay | 26    |
| 2    | Bernardo Ruiz     | UE Sants      | 15    |
| 3    | Bernat Capó       | UE Sants      | 8     |

## Documentació Oficial

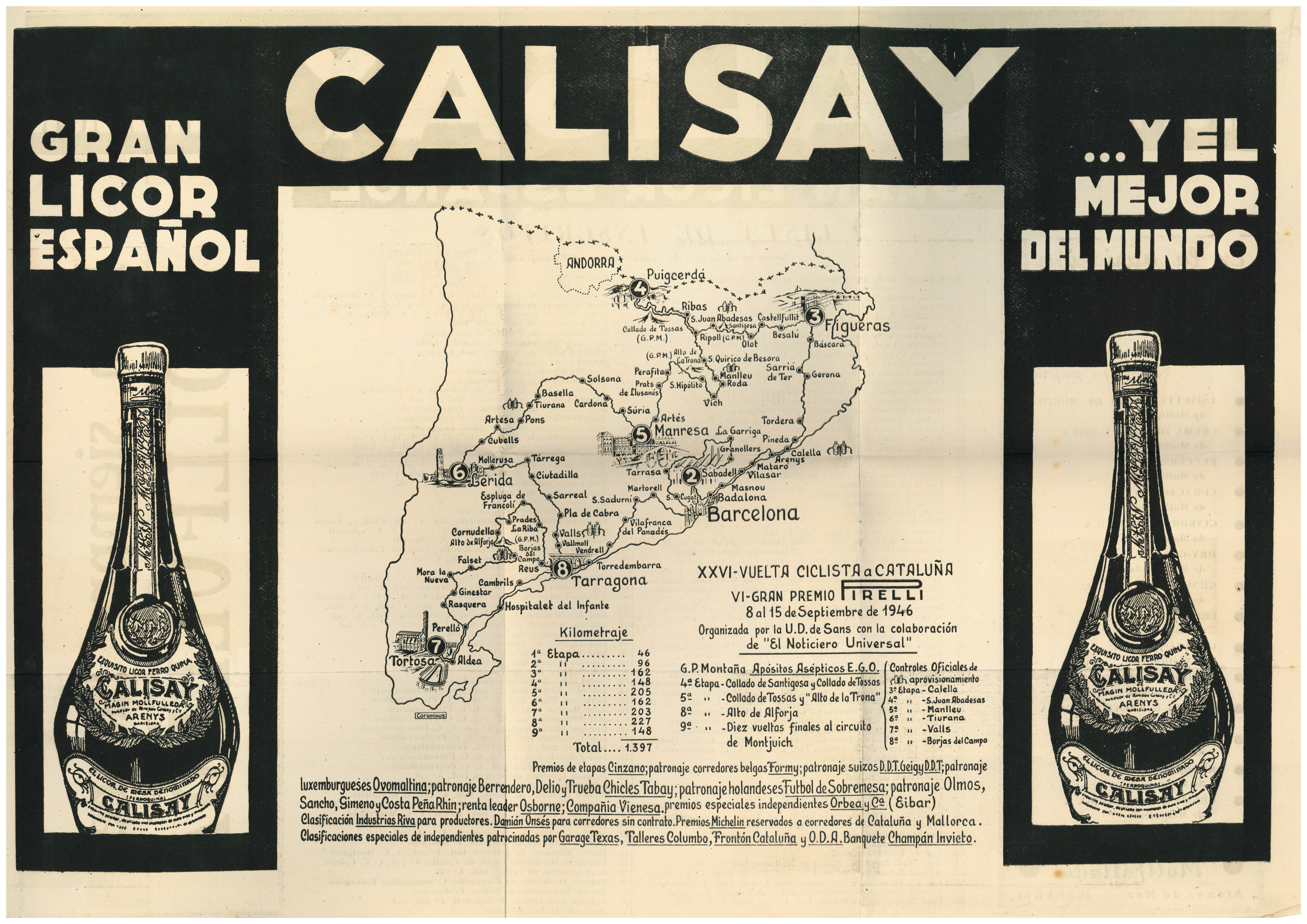
Recorregut Volta 1946
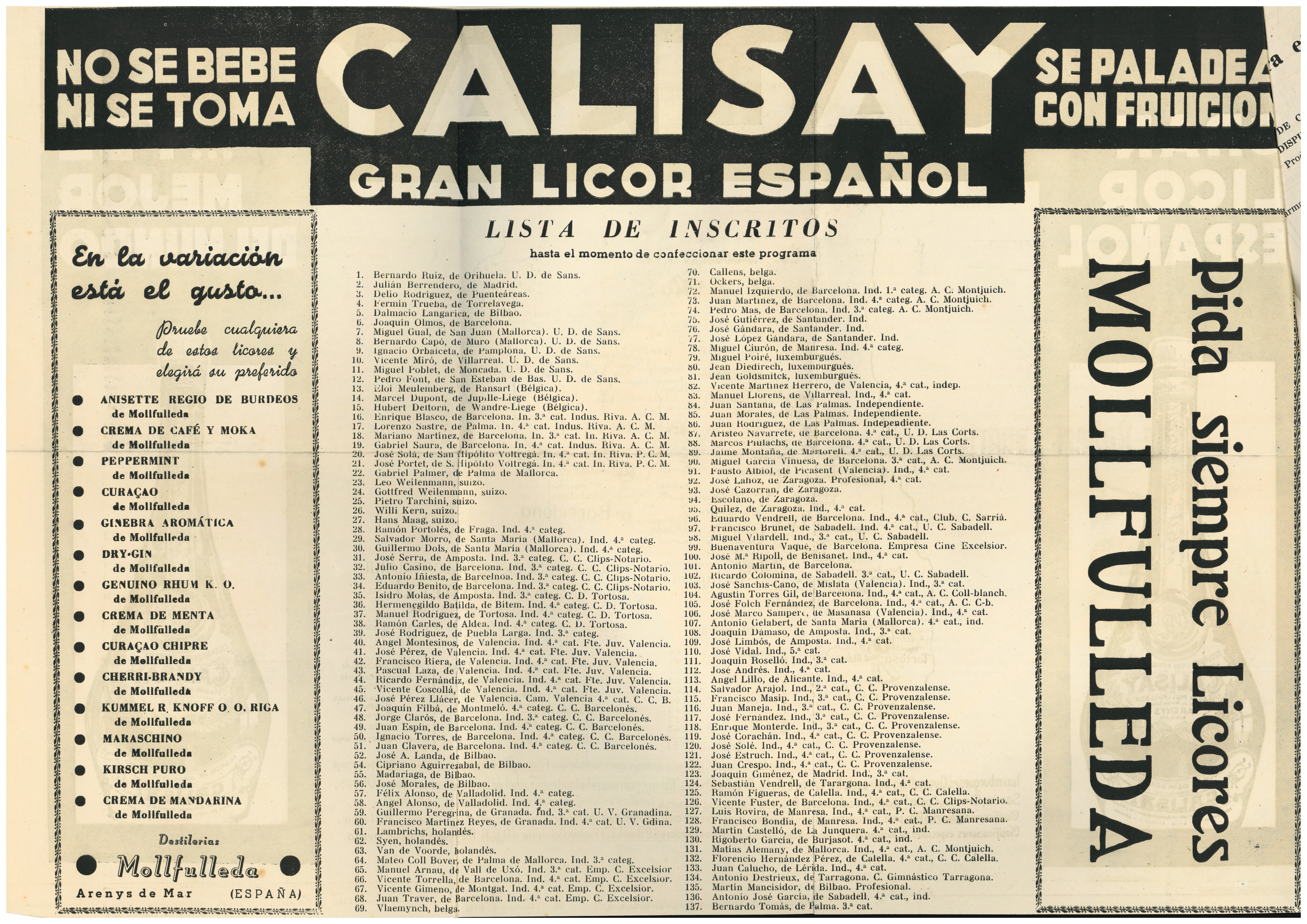
Llista Oficial d'Inscrits